# Rolls-Royce Dawn
Rolls-Royce Dawn – samochód osobowy klasy luksusowej produkowany pod brytyjską marką Rolls-Royce w latach 2015–2022.

## Historia i opis modelu

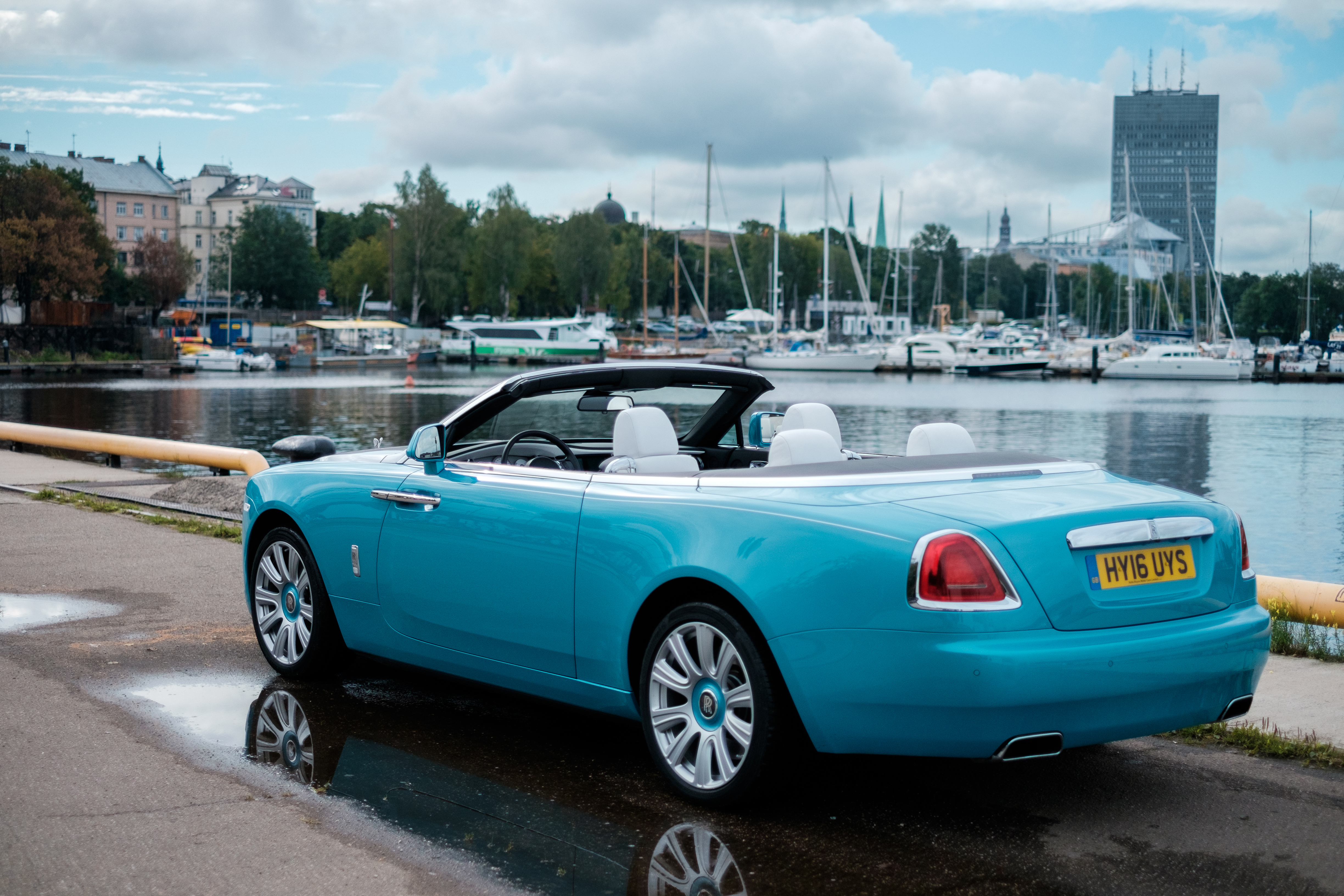
Rolls-Royce Dawn - tył

Rolls-Royce Dawn uzupełnił ofertę produktową marki jesienią 2015 roku, jako odmiana kabriolet modelu Wraith, opartego z kolei na limuzynie Ghost. Premiera modelu odbyła się już po przeprowadzeniu liftingu wspomnianych pokrewnych modeli, dlatego samochód upodabnia się do nich nowym kształtem reflektorów wykonanych w technologii LED.
Podobnie jak wariant coupe, Dawn wyróżnia się jedną parą drzwi otwieranymi pod wiatr. Z racji braku dachu, konstrukcja samochodu została wykonana w 80% od podstaw, aby był on jak najsztywniejszy. To również dlatego, Dawn jest nieco dłuższy od coupe Wraith.

### Silnik
- V12 6.6 l